# Schowek
Schowek – część pamięci komputera (specjalnie wydzielona), zarezerwowana w systemach operacyjnych na zapisywanie wskazanych przez użytkownika danych.
Do pamięci ze schowka może odwoływać się użytkownik. Typowym zastosowaniem schowka jest skopiowanie fragmentu tekstu lub grafiki z jednego programu do drugiego.
Zwykle kopiowanie danych do schowka polega na zaznaczeniu jakiegoś fragmentu tekstu, grafiki, pliku lub innego obiektu i naciśnięciu kombinacji klawiszy CTRL+C (lub Ctrl+X, aby dane kopiowane do schowka usunąć z pierwotnej lokalizacji). Wywołanie informacji umieszczonych w schowku uzyskuje się poprzez wciśnięcie Ctrl+V. W systemie macOS zamiast Ctrl używa się klawisza ⌘ Command.
Podgląd Schowka w Microsoft Windows można otworzyć za pomocą programu clipbrd. W systemie tym Schowek będący w pamięci RAM nie jest przechowywany po wyłączeniu komputera. Inaczej jest w przypadku zapisanych plików Schowka, które nie giną po wyłączeniu komputera.
W systemie Windows umożliwia on przenoszenie różnego rodzaju danych (najczęściej tekst, grafika oraz pliki). Jeśli skopiuje się tekst formatowany do programu oferującego formatowanie, formatowanie zostanie zachowane, lecz jeśli kopiuje się tekst sformatowany do programu nieobsługującego formatowania, kopiowany zostaje tekst niesformatowany, nie powodując żadnych problemów.